# El Señor de los Cielos
Az El Señor de los Cielos (Az egek ura) egy 2013 és 2024 között vetített amerikai-mexikói-kolumbiai telenovella a Telemundotól. Főszereplői: Rafael Amaya, Ximena Herrera, Gabriel Porras és Fernanda Castillo. A sorozat 2013. április 15-én 22:00 órakor került adásba a Telemundo csatornán. 2014-ben a második évad vette kezdetét a Telemundo csatornán, néhány új főszereplővel. Magyarországon még nem vetítették.

## Történet
|  | Alább a cselekmény részletei következnek! |

Aurelio Casillast, a mexikói drogkereskedőt holtan szeretnék látni ellenségei, a Robles család tagjai. A Robles család megtámadja Aurelio birtokát és menekülésre kényszerítik a Casillas családot.
|  | Itt a vége a cselekmény részletezésének! |

## Szereplők

### Főszereplők
| Színész(nő)         | Szerepnév                                 | Megjegyzés | Évad |
| ------------------- | ----------------------------------------- | --- | ---- |
| Rafael Amaya        | Aurelio Casillas 'El Señor de los Cielos' | Sinaloai drogkereskedő, Alba fia, Chacorta testvére, Ximena élettársa, Heriberto, Rutila, Luz Marina, Isidro és Carlitos édesapja, Chemito nagyapja, Víctor nagybátyja | 1-3  |
| Ximena Herrera      | Ximena Letrán                             | Don Cleto lánya, Aurelio élettársa/felesége, Heriberto, Rutila és Luz Marina édesanyja                                                                                 | 1-2  |
| Robinson Díaz       | Milton Jiménez 'El Cabo'                  | Drogkereskedő | 1-3  |
| Raúl Méndez         | Víctor 'Chacorta' Casillas                | Alba fia, Aurelio testvére, Matilde szeretője, Víctor édesapjaHeriberto, Rutila, Luz Marina, Isidro és Carlitos nagybátyja                                             | 1-2  |
| Gabriel Porras      | Marco Mejía                               | Rendőr, Emma és Edurado fia, Eugenia férje | 1    |
| Andrés Parra        | Pablo Escobar                             | Kolumbiai drogkereskedő | 1    |
| Carmen Villalobos   | Leonor Ballesteros                        | Rendőr | 1-3  |
| Fernanda Castillo   | Mónica Robles                             | Guadalupe testvére Aureilo szeretője, Isidro édesanyja | 1-3  |
| Mauricio Ochmann    | José María "El Chema" Venegas             | Rutila barátja | 1-3  |
| Marlene Favela      | Victoria Narváez "La Gober"               | | 2    |
| Sara Corrales       | Matilde Rojas                             | Chacorta szeretője | 1-2  |
| Fernando Solórzano  | Óscar Cadena                              | Kolumbiai drogkereskedő | 1    |
| Arturo Barba        | Ali Benjumea 'El Turco'                   | | 1-2  |
| Lisa Owen           | Doña Alba                                 | Aurelio és Chacorta édesanyja, Heriberto, Rutila, Luz Marina, Victor, Isidro, Carlitos nagyanyja, Chemito dédnagyanyja                                                 | 1-2  |
| Juan Ríos Cantú     | Daniel Jiménez Arroyo                     | Tábornok, Doris férje, Aurelio gyerekkori barátja | 1    |
| Angélica Celaya     | Eugenia Casas                             | Újságíró, Marco felesége | 1    |
| Marco Pérez         | Guadalupe Robles                          | Mónica testvére | 1    |
| Tommy Vázquez       | Tijeras                                   | | 1-2  |
| Fabián Peña         | Linares                                   | Újságíró | 1    |
| Emmanuel Orenday    | Gregorio Ponte                            | Rendőr Sinaloában | 1    |
| Ruy Senderos        | Heriberto Casillas                        | Aurelio és Ximena fia, Rutila testvére | 1-2  |
| Bianca Calderón     | Roxana                                    | Mónica barátnője | 1    |
| Ángel Cerlo         | Castro                                    | Tábornok | 1    |
| Arnoldo Picazzo     | Huerta                                    | | 1    |
| Juan Ignacio Aranda | Ramiro de la Garza                        | | 1    |
| Jorge Zárate        |                                           | | 1    |
| Javier Díaz Dueñas  | Don Cleto Letrán                          | Ximena édesapja | 1    |
| Sophie Gómez        | Irina Vorodin                             | | 1    |
| Rocío Verdejo       | Doris                                     | Jiménez Arroyo felesége | 1    |
| Sergio Mur          | Timothy 'Tim' Rawlings                    | | 3    |
| Carmen Aub          | Rutila Casillas Letrán                    | Aurelio és Ximena lánya | 2-3  |
| Maritza Rodríguez   | Ámparo Rojas                              | | 3    |

### Vendég- és mellékszereplők
| Színész(nő)           | Szerepnév         | Megjegyzés                           | Évad |
| --------------------- | ----------------- | ------------------------------------ | ---- |
| Alejandro Caso        | Topo Galván       | Mexikói drogkereskedő                | 1    |
| Alexander Holtmann    | Randy Prescott    |                                      | 1    |
| Amanda Rosa           | Raquel            | Heriberto barátnője                  | 1    |
| Guillermo Quintanilla | Isidro Robles     | Mónica és Guadalupe testvére         | 1    |
| Iñaki Goci            | 'El Triste'       | Bűnöző a Robles-család szolgálatában | 1    |
| Julián Arango         |                   |                                      | 1    |
| Manuel Balbi          |                   |                                      | 2-3  |
| Manuela González      | Loreley           |                                      | 1-2  |
| Mar Carrera           | Emma              | Marco édesanyja                      | 1    |
| Moises Arizmendi      |                   |                                      | 1    |
| Rami Martínez         | Dr. Méndez        | Plasztikai sebész                    | 2    |
| Roberto Uscanga       | Benítez           | Mexikói elnök                        | 1    |
| Rodolfo Valdés        | Alejandro Negrete |                                      | 1    |
| Rodrigo Abed          |                   | Mexikói elnök Benítez előtt          | 1    |

## Évadok
| Évadok száma | Bemutató                                 | Epizódok száma | Megjegyzés          | Előző                    | Következő       |
| ------------ | ---------------------------------------- | -------------- | ------------------- | ------------------------ | --------------- |
| 1.           | 2013. április 15. - 2013. augusztus 5.   | 74             | hétfő-péntek, 22:00 | El rostro de la venganza | Santa Diabla    |
| 2.           | 2014. május 26. - 2014. szeptember 22.   | 84             | hétfő-péntek, 22:00 | Camelia, La Texana       | Señora Acero    |
| 3.           | 2015. április 21. - 2015. szeptember 21. | 104            | hétfő-péntek, 22:00 | Dueños del paraíso       | Señora Acero 2. |
| 4.           | 2016. május 28. - 2016 július 18.        | 80             | hétfő-péntek, 22:00 | La querida del Centauro  | Señora Acero 3. |
| 5.           | 2017. június 20. - 2017 október-ban.     |                | hétfő-péntek, 22:00 | nélkül                   | Señora Acero 4. |

## Fordítás
- Ez a szócikk részben vagy egészben  az   El Señor de los Cielos című angol Wikipédia-szócikk fordításán alapul.  Az eredeti cikk szerkesztőit annak laptörténete sorolja fel. Ez a jelzés csupán a megfogalmazás eredetét és a szerzői jogokat jelzi, nem szolgál a cikkben szereplő információk forrásmegjelöléseként.